# カシマヤ製作所
カシマヤ製作所（かしまやせいさくしょ）は東京都台東区浅草橋に本社を置くスポーツレクリエーション用品メーカーである。
1952年創業・設立。「子供たちに外で元気に笑顔で遊んでもらえる商品を」をコンセプトとして、家族や友達などと気軽に楽しめるスポーツ用品、主にバドミントンを中心としたラケット系球技や、縄跳び、レクリエーションスポーツの製造・販売を手掛けているほか、2015年からはアメリカ合衆国のスポーツ用品メーカー「Franklin（フランクリン）」の日本総販売代理店となり、メジャーリーガーなどが多く愛用するFranklinが手掛ける野球用品（バッティンググローブ、少年野球用グローブ、プラスチック製練習用バット、練習用硬式球など　いづれもMLB・および参加各球団公式認証品）や、主に屋内練習用のサッカー・バスケットボールなどのボールやゴールなどの輸入販売を行っている。
また2022年からはカナダ製のハードメープルという木材を加工して作ったバット「SAM BAT（サムバット）」の総販売代理店契約を結び、同社のバットの販売も開始された。
レクリエーションスポーツ用品を手掛けている関係で、東京玩具人形組合の正会員となっており、玩具メーカーなどが参加する「おもちゃ見本市」などの玩具業界の商談会・見本市に出品している。
社名は創業者・西上末松が茨城県鹿島町（現在の鹿嶋市）にある鹿島神宮の境内の露店で、玩具の販売を始めたことがきっかけで、「勝負の神様」を奉るとされるその鹿島神宮にあやかって命名された。
2022年11月には、カナダの野球セミプロ独立組織「カナダ・インディペンデント・リーグ」に所属するグエルフ・ロイヤルズへの選手派遣のためのトライアウト（入団テスト）を千葉・ZOZOマリンスタジアムで主催することを企画した・。

## 所属している著名人物
- 内藤雄太（元横浜DeNAベイスターズ出身。スポーツオーソリティの店員を経て、カシマヤ製作所勤務）